# Svileuva
Svileuva (cyr. Свилеува) – wieś w Serbii, w okręgu maczwańskim, w gminie Koceljeva. W 2011 roku liczyła 1464 mieszkańców.